# U.S. National Championships 1905
Gli U.S. National Championships 1905 (conosciuti oggi come US Open) sono stati la 25ª edizione degli U.S. National Championships e quarta prova stagionale dello Slam per il 1905. I tornei maschili si sono disputati al Newport Casino di Newport, quelli femminili e il doppio misto al Philadelphia Cricket Club di Filadelfia, negli Stati Uniti.
Il singolare maschile è stato vinto dallo statunitense Beals Coleman Wright, che si è imposto sul connazionale Holcombe Ward col punteggio di 6–2, 6–1, 11–9. Il singolare femminile è stato vinto dalla statunitense Elisabeth Moore, che ha battuto in finale in tre set la connazionale Helen Homans. Nel doppio maschile si sono imposti Holcombe Ward e Beals Wright. Nel doppio femminile hanno trionfato Helen Homans e Carrie Neely. Nel doppio misto la vittoria è andata a Augusta Schultz Hobart, in coppia con Clarence Hobart.

## Campioni

### Singolare maschile
Beals Coleman Wright ha battuto in finale  Holcombe Ward con il punteggio di 6–2, 6–1, 11–9.

### Singolare femminile
Elisabeth Moore ha battuto in finale  Helen Homans con il punteggio di 6–4, 5–7, 6–1.

### Doppio maschile
Holcombe Ward /  Beals Wright hanno battuto in finale  Fred Alexander /  Harold Hackett con il punteggio di 6–4, 6–4, 6–1.

### Doppio femminile
Helen Homans /  Carrie Neely hanno battuto in finale  Marjorie Oberteuffer /  Virginia Maule con il punteggio di 6–0, 6–1.

### Doppio misto
Augusta Schultz Hobart /  Clarence Hobart hanno battuto in finale  Elisabeth Moore /  Edward Dewhurst con il punteggio di 6–2, 6–4.